# Olympische Sommerspiele 1972/Ringen – Freistil Fliegengewicht (Männer)
Das Freistilringen der Männer in der Klasse bis 52 kg bei den Olympischen Sommerspielen 1972 wurde vom 27. bis 31. August in der Ringer-Judo-Halle auf dem Messegelände Theresienhöhe ausgetragen.

## Wettkampfformat
Die Kampfzeit war auf drei Mal drei Minuten beschränkt. Ein Ringer blieb solange im Turnier, bis er mit sechs Minuspunkten belastet war. Sobald nur noch zwei oder drei Athleten übrig waren, wurde eine Finalrunde um die Medaillen ausgetragen.
Minuspunkte wurden wie folgt verteilt:
- 0,5: Sieg durch technische Überlegenheit
- 1: Sieg nach Punkten
- 2: Unentschieden
- 2,5: Unentschieden, Passivität
- 3: Niederlage nach Punkten
- 3,5: Niederlage durch technische Überlegenheit des Gegners
- 4:  Niederlage durch Schultersieg des Gegners, Passivität, Verletzung

## Ergebnisse
Legende
- MPG – Minuspunkte Gesamt
- MPK – Minuspunkte in diesem Kampf

### Runde 1
| MPG | MPK |                   | Zeit |                     | MPK | MPG |
| --- | --- | ----------------- | ---- | ------------------- | --- | --- |
| 2   | 2   | Baju Baew         |      | Vincenzo Grassi     | 2   | 2   |
| 0,5 | 0,5 | Dorjzovdyn Ganbat |      | Miguel Alonso       | 3,5 | 3,5 |
| 3   | 3   | Mohammad Arref    |      | Arsen Alachwerdijew | 1   | 1   |
| 0   | 0   | Kiyomi Katō       | 5:57 | Mohammad Ghorbani   | 4   | 4   |
| 4   | 4   | Wanelge Castillo  | 8:57 | Andrzej Kudelski    | 0   | 0   |
| 0   | 0   | Gordon Bertie     | 2:14 | Javier León         | 4   | 4   |
| 4   | 4   | James Carr        | 4:57 | Kim Young-jun       | 0   | 0   |
| 1   | 1   | Sudesh Kumar      |      | Ali Rıza Alan       | 3   | 3   |
| 4   | 4   | Willi Bock        | 1:56 | Henrik Gál          | 0   | 0   |
| 3   | 3   | Mario Sabatini    |      | Florentino Martínez | 1   | 1   |
| 3   | 3   | Kim Gwong-hyong   |      | Petru Ciarnău       | 1   | 1   |
| 3,5 | 3,5 | Pedro Piñeda      |      | John Kinsela        | 0,5 | 0,5 |

### Runde 2
| MPG | MPK |                     | Zeit |                   | MPK | MPG |
| --- | --- | ------------------- | ---- | ----------------- | --- | --- |
| 6   | 4   | Baju Baew           | 8:35 | Dorjzovdyn Ganbat | 4   | 4,5 |
| 3   | 1   | Vincenzo Grassi     |      | Miguel Alonso     | 3   | 6,5 |
| 7   | 4   | Mohammad Arref      | 2:01 | Kiyomi Katō       | 0   | 0   |
| 1,5 | 0,5 | Arsen Alachwerdijew |      | Wanelge Castillo  | 3,5 | 7,5 |
| 3   | 3   | Andrzej Kudelski    |      | Gordon Bertie     | 1   | 1   |
| 8   | 4   | Javier León         | 5:56 | James Carr        | 0   | 4   |
| 4   | 4   | Kim Young-jun       | 4:01 | Sudesh Kumar      | 0   | 1   |
| 3   | 0   | Ali Rıza Alan       | 1:54 | Willi Bock        | 4   | 8   |
| 0   | 0   | Henrik Gál          | 7:41 | Mario Sabatini    | 4   | 7   |
| 5   | 4   | Florentino Martínez | 7:47 | Kim Gwong-hyong   | 0   | 3   |
| 1   | 0   | Petru Ciarnău       | 4:16 | Pedro Piñeda      | 4   | 7,5 |
| 0,5 |     | John Kinsela        |      | Freilos           |     |     |
| 4   |     | Mohammad Ghorbani   |      | DNS               |     |     |

### Runde 3
| MPG | MPK |                   | Zeit |                     | MPK | MPG |
| --- | --- | ----------------- | ---- | ------------------- | --- | --- |
| 3,5 | 3   | John Kinsela      |      | Vincenzo Grassi     | 1   | 4   |
| 7,5 | 3   | Dorjzovdyn Ganbat |      | Arsen Alachwerdijew | 1   | 2,5 |
| 0   | 0   | Kiyomi Katō       | 2:55 | Andrzej Kudelski    | 4   | 7   |
| 1   | 0   | Gordon Bertie     | 3:35 | James Carr          | 4   | 8   |
| 7   | 3   | Kim Young-jun     |      | Ali Rıza Alan       | 1   | 4   |
| 1   | 0   | Sudesh Kumar      | 7:07 | Florentino Martínez | 4   | 9   |
| 3   | 3   | Henrik Gál        |      | Kim Gwong-hyong     | 1   | 4   |
| 1   |     | Petru Ciarnău     |      | Freilos             |     |     |

### Runde 4
| MPG | MPK |                 | Zeit |                     | MPK | MPG |
| --- | --- | --------------- | ---- | ------------------- | --- | --- |
| 1,5 | 0,5 | Petru Ciarnău   |      | John Kinsela        | 3,5 | 7   |
| 8   | 4   | Vincenzo Grassi | 7:43 | Arsen Alachwerdijew | 0   | 2,5 |
| 0,5 | 0,5 | Kiyomi Katō     |      | Gordon Bertie       | 3,5 | 4,5 |
| 1   | 0   | Sudesh Kumar    | 3:17 | Henrik Gál          | 4   | 7   |
| 7,5 | 3,5 | Ali Rıza Alan   |      | Kim Gwong-hyong     | 0,5 | 4,5 |

### Runde 5
| MPG | MPK |               | Zeit |                     | MPK | MPG |
| --- | --- | ------------- | ---- | ------------------- | --- | --- |
| 3,5 | 2   | Petru Ciarnău |      | Arsen Alachwerdijew | 2   | 4,5 |
| 1,5 | 1   | Kiyomi Katō   |      | Sudesh Kumar        | 3   | 4   |
| 7,5 | 3   | Gordon Bertie |      | Kim Gwong-hyong     | 1   | 5,5 |

### Runde 6
| MPG | MPK |                     | Zeit |              | MPK | MPG |
| --- | --- | ------------------- | ---- | ------------ | --- | --- |
| 7,5 | 4   | Petru Ciarnău       | 1:35 | Kiyomi Katō  | 0   | 1,5 |
| 5,5 | 1   | Arsen Alachwerdijew |      | Sudesh Kumar | 3   | 7   |
| 5,5 |     | Kim Gwong-hyong     |      | Freilos      |     |     |

### Finalrunde
| MPG | MPK |                     | Zeit |                     | MPK | MPG |
| --- | --- | ------------------- | ---- | ------------------- | --- | --- |
|     | 2   | Kim Gwong-hyong     |      | Arsen Alachwerdijew | 2   |     |
|     | 1   | Kiyomi Katō         |      | Kim Gwong-hyong     | 3   | 5   |
| 5   | 3   | Arsen Alachwerdijew |      | Kiyomi Katō         | 1   | 2   |